# 11. korpus (Indija)
11. korpus je korpus Indijske kopenske vojske.

## Organizacija
Trenutna
- Poveljstvo
- 7. pehotna divizija
- 9. pehotna divizija
- 15. pehotna divizija
- 23. oklepna brigada
- 55. mehanizirana brigada